# プロイセン統治者の一覧

プロイセン王国の紋章

プロイセン統治者の一覧（プロイセンとうちしゃのいちらん）では、嘗てのドイツ諸国の一つであったプロイセンの統治者を列挙する。

## 概要
プロイセンの本来の領域はバルト海沿岸に存在し、ドイツ騎士団がプルーセン、ポーランド、リトアニア一帯を制圧したものであった。この領域はポーランド＝リトアニア共和国の宗主下でのプロシア公領、その支配から脱したプロイセン公国、そしてプロイセン王国となった。ドイツ帝国成立と共に構成国となり、帝政崩壊後はプロイセン自由州となった。

プロイセンの支配者は1618年から1806年まで同時にブランデンブルク選帝侯（辺境伯）を兼ねていたことから、1618年以降のプロイセンの歴史はブランデンブルク辺境伯とは密接な関係にある。

## プロイセン公国（1525年 - 1701年）
| ホーエンツォレルン朝 |                             |                 | |
| 肖像画 | 名前                        | 統治期間        | 備考 |
| | アルブレヒト1世             | 1525年 - 1568年 | ホーエンツォレルン家出身のブランデンブルク選帝侯アルブレヒト・アヒレスの孫で、ブランデンブルク＝アンスバッハ辺境伯兼ブランデンブルク＝クルムバッハ辺境伯フリードリヒ5世の息子。ドイツ騎士団団長。ルター教徒となり、ポーランド国王ジグムント1世から「プロイセン公」の地位を授けられる。 |
| | アルブレヒト2世フリードリヒ | 1568年 - 1618年 | アルブレヒト1世の息子。1577年以後は精神に異常をきたしたと見做され、ポーランド王ジグムント2世は1569年にブランデンブルク系ホーエンツォレルン家がプロイセン公国を相続するのを許可した。最初にアンスバッハ＝クルムバッハ辺境伯ゲオルク・フリードリヒ（1577年 - 1603年）、次にブランデンブルク選帝侯ヨアヒム・フリードリヒ（1605年 - 1608年）、ヨーハン・ジギスムント父子と継承することで権力は行使された。       |
| 1618年にアルブレヒト・フリードリヒが死ぬと義理の息子でブランデンブルク辺境伯系のヨーハン・ジギスムントが公国を継承した。法的には辺境伯と公は別個の存在であるが、統一された領域はブランデンブルク＝プロイセンとして知られている。 |                             |                 | |
| | ヨーハン・ジギスムント      | 1618年 - 1619年 | 1608年以降はブランデンブルク辺境伯。アルブレヒト・フリードリヒの娘アンナと結婚。 |
| | ゲオルク・ヴィルヘルム      | 1619年 - 1640年 | ヨーハン・ジギスムントとアンナの息子。 |
| | フリードリヒ・ヴィルヘルム  | 1640年 - 1688年 | ゲオルグ・ヴィルヘルムの息子。1657年にポーランド王ヤン2世カジミェシュから独立国家としてのプロイセン公国の完全な統治権を獲得した。ただし、ポーランドはホーエンツォレルン朝が断絶した場合にプロイセンの統治権を得る権利は維持したままだった。プロイセン公とポーランド王の権利を巡る関係はウェフラウの条約で設立されたが、互いの王が変わる度に1698年（ポーランド王アウグスト2世（強王）の接近）まで更新された。 |
| | フリードリヒ                | 1688年 - 1701年 | フリードリヒ・ヴィルヘルムの息子。1701年にプロイセンをポーランド王の称号から完全に脱するために「プロイセンの王」として戴冠したが、その支配はプロシア公領に限られていた。 |

## 王政崩壊後
ドイツ帝国の崩壊後、プロイセンはヴァイマル共和国内の州邦「プロイセン自由州」となった。プロイセン自由州はドイツ国全土の3分の2を占め、大きな自治権を持っていた。
プロイセン自由州の首相（共和政期）
- パウル・ヒルシュ(de:Paul Hirsch)（SPD） 1918年 - 1920年
- オットー・ブラウン（SPD） 1920年 - 1921年
- アダム・シュテーゲルヴァルト（de:Adam Stegerwald）（ドイツ中央党） 1921年
- オットー・ブラウン（SPD） 1921年 - 1925年
- ヴィルヘルム・マルクス（ドイツ中央党） 1925年
- オットー・ブラウン（SPD） 1925年 - 1932年

1932年にドイツ首相フランツ・フォン・パーペンはクーデターを起こし、プロイセン自由州政府を罷免した。パーペンは国家弁務官に就任し、州を中央政府の統治下に置いた。
国家弁務官
- フランツ・フォン・パーペン（無所属） 1932年 (ドイツ首相)
- クルト・フォン・シュライヒャー（無所属） 1932年 - 1933年　(ドイツ首相)
- フランツ・フォン・パーペン（無所属） 1933年 (ドイツ副首相)

1933年1月30日に国家社会主義ドイツ労働者党（ナチス）が権力を掌握すると、国家弁務官の職は一時廃され、パーペンが首相となった。しかし、2月6日には再び国家弁務官職が設置され、州内相となったヘルマン・ゲーリングによって実質的に支配されるようになった。4月11日にはゲーリングが州首相となったが、次第に州の自治権は消滅したため、単なる称号の一つに過ぎなくなった。
州首相
- ヘルマン・ゲーリング（国家社会主義ドイツ労働者党（NSDAP）） 1933年4月11日 - 1945年4月23日

ライヒ代官（Reichsstatthalter）
- ヘルマン・ゲーリング（NSDAP） 1935年 - 1945年4月23日

1945年にナチス・ドイツが敗北するとプロイセン自由州は他の地域とともに分割・再編され、プロイセンは公的には1947年に消滅した。
本来のプロイセンにあたる東プロイセンはポーランドとソビエト連邦の間で分割された。